# Zick Jasper
Kim Han-gil (Hangul: 김한길; Ilsan, 26 de julho de 1988) mais conhecido por seu nome artístico Zick Jasper (직 재스퍼), ex- 5Zic, é um rapper e beatboxer sul-coreano. Ele era um ex-membro do grupo de hip-hop M.I.B, onde atuou como rapper e líder do grupo. Ele fez sua estréia na gravação com o single "Beautiful Day" pouco antes de sua estréia com o grupo. Ele está atualmente assinado sob Jungle Entertainment.

## Biografia

### 1988–2016: Início da vida e início de carreira
Zick Jasper nasceu em 26 de julho de 1988 em Ilsan na Coréia do Sul. Ele estreou como membro do M.I.B, sob o selo Jungle Entertainment, em 25 de outubro de 2011, com a faixa-título "GDM", também conhecida como "Girls, Dreams, Money". Sua faixa single "Beautiful Day" foi lançada em 7 de outubro de 2011, como parte de uma promoção spin-off para provar que cada membro é capaz de ficar sozinho. Ele já cumpriu seu alistamento militar obrigatório, tendo ingressado no exército aos 20 anos de idade e permanecendo por dois anos (julho de 2007 - 2 de julho de 2009).
Ele fez parceria na nova música de Lyn, "Blood Type AB Woman".
Zick Jasper participou do "Show Me the Money 5" com o membro do grupo SIMS e foi dito que ambos foram julgados por Gray, mas foram eliminados durante a rodada preliminar.

## Discografia

### Álbuns
| Álbum                 | Detalhes                                                                                     |
| --------------------- | -------------------------------------------------------------------------------------------- |
| Exhibition Mixtape #1 | - Lançado: 28 de julho de 2015 - Gravadora: Signal Entertainment Group, Jungle Entertainment |

### Singles
| Ano  | Single             | Álbum                           |
| 2011 | Beautiful Day      | Most Incredible Busters (M.I.B) |
| 2014 | Hyena              | Sem Álbum                       |
| 2014 | Hyena II           | Sem Álbum                       |
| 2014 | Chillin' on My Bed | Sem Álbum                       |
| 2016 | Primetime          | Exhibition Mixtape #1           |

## Filmografia

### Programas de TV
| Ano  | Título               | Canal de TV | Função    | Notas          |
| ---- | -------------------- | ----------- | --------- | -------------- |
| 2012 | W. Military Academy  | Mnet        | Ele mesmo | Elenco regular |
| 2013 | MBC Star Diving Show | MBC         | Ele mesmo | Episódio 2     |